# Стадион Рух Хожов
Стадион Рух Хожов (пољ. Stadion Ruchu Chorzów) познат и као Стадион у улици Чихај (Stadion przy ulicy Cichej), је вишенаменски стадион у округу Батори у граду Хожов, Пољска. Изграђен у периоду од 1934. до 1935. године као домаћи терен за пољски тим Рух Хајдуки Вјелке и тренутно се такође користи углавном за фудбалске утакмице и служи као дом тог клуба, сада познатог као Рух Хожов. Стадион има капацитет за 9.300 гледалаца.

## Историја стадиона у ул. Чихај
Недуго после освајања првог шампионата Пољске од стране Руха 1933. године, општина Велики Хајдуци доделила је парцелу за изградњу новог стадиона на улици Кролевскохуцка (данас Чихај), недалеко од железничке станице. Изградња је трајала од 1. јула 1934. до лета 1935. по пројекту инжењера Новака, а отварање је било 29. септембра те године. Завршени стадион је могао да прими 40.000 гледалаца и био је најмодернији у Пољској. Кровна конструкција без потпорних стубова, који би ометали видик, пуштена је у употребу годину и по дана касније и била је најсавременија таква конструкција у свету у то време. Пројектовао ју је инжењер Диц из Хуте Кролевске. Конструкција је, срећом, стигла на стадион Рух, јер ју је општина Велики Хајдуци случајно набавила на Међународном сајму у Познању, пошто је „Wielkopolskie Towarzystwo Wyścigów Konnych” није успело да продa.
После Другог светског рата, стадион је претрпео само мања реновирања која су омогућила одржавање утакмица. Опште реновирање изведено је 1961. године, када је капацитет повећан са 20.000 на 41.000 гледалаца. Вештачко осветљење инсталирано је 1968. године. Додатна реновација обављена је 1993. године са постављањем седишта на главној трибини. Године 2002, број седишта је увећан за 1.700, а стадион је добио нове улазне капије и благајне. После инцидената 2004. године, капацитет седишта је повећан на 7.500. Стадион тренутно располаже са 10.000 места и подгрејаним тереном инсталираним 2009. године.